# Zumpango de Ocampo
Zumpango de Ocampo – miasto w Meksyku, w stanie Meksyk.